# Jimeno Garcés
Jimeno Garcés van Navarra (overleden op 29 mei 931) was van 925 tot aan zijn dood koning van Navarra. Hij behoorde tot het huis Jiménez.

## Levensloop
Jimeno was een jongere zoon van García Jiménez, stamvader van het huis Jiménez, en diens tweede echtgenote Dadildis van Pallars.
Na het overlijden van zijn broer Sancho I in 925 nam Jimeno het regentschap waar van zijn minderjarige neef García I. Uit een oorkonde van de Abdij van San Martín de Albelda valt af te leiden dat Jimeno de koningstitel voerde. 
In 927 nam hij de leiding van een leger op dat Muhammad ibn Lubb ibn Muhammad van Banu Qasi bijstond tegen de aan het kalifaat Córdoba geallieerde Banu Tujibi. Jimeno's aanwezigheid dwong kalief Abd al-Rahman III om zich terug te trekken zonder dat het tot een veldslag kwam. Na zijn overlijden in 931 werd zijn neef García I de nieuwe koning van Navarra, onder het regentschap van Jimeno's jongere broer Íñigo Garcés, die in 933 verdreven werd door García's moeder Toda Aznárez.

## Huwelijk en nakomelingen
Jimeno huwde met Sancha Aznárez, dochter van heer Aznar Sánchez van Larraun, zus van Toda Aznárez en kleindochter van koning Fortún Garcés van Navarra. Ze kregen drie kinderen:
- García
- Sancho, huwde met Quissilo, dochter van graaf García van Bailo
- Dadildis, huwde met Muza Aznar ibn al-Tawil, wali van Huesca

Hij had ook nog een buitenechtelijke zoon García, die stierf in Córdoba.